# 桂仁左衛門
桂 仁左衛門（かつら にざえもん、1853年 - 1911年11月12日）は、上方噺家。本名：深江鶴吉。享年58。

## 人物
元は西横堀川の木挽職人。初め素人落語連に入り挽丸（引丸）を名乗る。1873年頃に、5代目林家正三門下に入り延好、初代林家小正楽となる。次に2代目桂文枝（後の桂文左衛門）門下に移り、時蔵（小正楽と時蔵は逆の可能性も）を経て、1881年、2代目桂南光を襲名。桂派の大黒柱として活躍する。1906年3月、贔屓にしていた歌舞伎役者の3代目片岡我當が11代目片岡仁左衛門を襲名した際、自らも桂仁左衛門に改名。
片足が不自由な上に、あばた面で、そのふくよかな風貌から「大煎餅（あるいは餡パン）」とあだ名された。俗受けはしなかったが、洒脱で、人情噺にも通じ、交代で来た東京の落語家たちも舌を巻く程の巧さであったという。十八番は「三十石」で、特にその豊かな美声の船唄は絶品であった。「三十石浮かれの舟唄」 また、歌舞伎だけでなく、相撲もまた大の贔屓で、1903年には大阪相撲協会から木戸銭御免の札を贈られている。
1910年の3代目桂文枝の死後も、衰えゆく桂派を良く支えたが、大酒呑みでもあり翌年には中風となり自らも死去した。墓所は大阪市東成区の大今里墓地。法名: 釋浄鶴。
得意ネタは上記の「三十石」以外に「木挽茶屋」「ざこ八」なども得意とした。また1929年出版の月亭春松の『落語系圖』には愛犬を抱いた写真が掲載されている。
多く弟子の指導に力を注いだが、稽古は厳しく恐れられた、主な門下には初代桂小南、2代目桂三木助、桂門三郎、初代桂南天、桂小南光、左衛門（後の3代目桂梅枝）、仁太郎（4代目林家木鶴）、桂仁鶴（後の桂三木丸）らがいる。